# Manuel Battistini
Manuel Battistini (sinh ngày 22 tháng 7 năm 1994) là một cầu thủ bóng đá người San Marino hiện tại thi đấu cho Cattolica ở vị trí tiền vệ.
Anh ra sân cho Đội tuyển bóng đá quốc gia San Marino có màn ra mắt quốc tế vào ngày 11 tháng 10 năm 2013, tại vòng loại Giải vô địch bóng đá thế giới 2014 trước Moldova khi vào sân thay cho Maicol Berretti.